# Loris Frasca
Pour les articles homonymes, voir Frasca.
Loris Frasca (né le 3 juillet 1995 à Forbach) est un gymnaste français.

## Biographie
Il remporte le titre de l'épreuve du saut de cheval lors des Jeux méditerranéens de 2018. Lors du concours par équipes, il remporte la médaille de bronze avec Axel Augis, Julien Gobaux, Paul Degouy et Cyril Tommasone.
Il est médaillé de bronze par équipes aux Championnats d'Europe de gymnastique artistique masculine 2018 à Glasgow avec Axel Augis, Edgar Boulet, Julien Gobaux et Cyril Tommasone. Lors de ce même championnat, il finit 4ème lors de sa finale au saut de cheval, avec le score de 14.600. 
Loris Frasca participe aux Internationaux de France 2018 et remporte la médaille d'or au saut avec le score de 14,825.
Loris Frasca sera à nouveau vainqueur des internationaux de France au saut de cheval en 2019  
En juin 2019, il devient champion de France du concours général, ainsi qu’au sol et au saut de cheval.
Loris Frasca participe aux Jeux Européen en 2019 à Minsk, il arrivera 8ème du concours général avec un totale de 81,365. 
Loris Frasca participa aux Jeux Olympiques Tokyo 2020